# Завьялов, Михаил Сергеевич
Михаил Сергеевич Завьялов (сентябрь 1897, Карсун, Симбирская губерния, Российская империя — 1938, Западная Сибирь) — советский писатель
, драматург, журналист, редактор.

## Биография
В 1916 году окончил Порецкую учительскую семинарию. Был мобилизован в императорскую армию. В 1918 вернулся был демобилизован и вновь мобилизован в Красную Армию. Участник Гражданской войны, воевал до 1921 года.
Член ВКП(б).
После окончания Гражданской войны направлен на учёбу в Свердловский коммунистический университет, после окончания которого в 1924 году был направлен в Гомельскую губернию, где работал на руководящих должностях.
В 1928—1930 годах работал редактором газет «Брянский рабочий» и «Бежицкий рабочий». С 1931 года руководил Бежицким машиностроительным институтом. Через девять месяцев был отозван на другую работу.
В 1932 году переехал в Смоленск, издал первую книгу рассказов «Ударники», выпустил роман «Фрол Курганов», ряд пьес.
В 1934—1937 годах возглавлял писательскую организацию Западной области. Член Союза советских писателей. В 1934 году избран от Грузинской ССР делегатом Первого съезда советских писателей с решающим голосом.
Репрессирован в 1937 году. В феврале 1938 года приговорён к 5 годам заключения.
Умер на этапе от тифа. Реабилитирован посмертно в 1955 году.